# 의천검
의천검 (倚天劍)은 소설 《삼국지연의》와 《의천도룡기》에 나오는 명검(名劍)이며, '의천(倚天)'이라는 의미는 '하늘에 닿을 정도로 매우 길다란 보검(寶劍)'이라는 뜻을 담고 있다. 실제로 존재하지 않는 가상의 무기로, 삼국지와 김용(金庸)을 소재로 한 비디오 게임에 많이 등장한다.

## 각 문헌에서의 의천검

### 명검기(名劍記)
위 무제(魏 武帝)는 두 자루의 검을 갖고 있으며, 하나는 의천(倚天)이고 다른 하나는 청강(靑釭)이다. 그것들은 쇠를 진흙처럼 벨 정도로 날카로우며, 하나는 자신이 차고 하나는 하후은(夏侯恩)에게 주었다.

### 삼국지연의
조조(曹操)에게는 보검이 두 자루 있는데, 하나는 의천검이며, 다른 하나는 청강검(靑釭劍)이다. 의천검은 조조 본인이 차며, 청강검은 조조가 하후은(夏侯恩)에게 차도록 하였다.

### 의천도룡기
무협소설 《의천도룡기》에는 이런 기록이 있다.
| “ | 무림의 지존 보검 도룡(屠龍) 천하를 호령하니 감히 따르지 않는 자가 없다 의천(倚天)이 나타나지 않으니 누가 앞장을 설 것인가 | ” |

소설 내에서는 도룡도(屠龍刀)와 함께 최고의 명검(名劍)으로 꼽히며, 아미파(峨嵋派)의 장문인(掌門人)인 멸절사태(滅絶師太)가 자신의 제자인 주지약(周芷若)에게 의천검과 도룡도의 유래에 대해 언급한다.
두 자루의 검은 양과(楊過)와 소용녀가 절정곡에서 얻은 군자검과 숙녀검을 녹여 만들었으며, 도룡도에는 비급(祕笈)인 《무목유서(武穆遺書)》가, 의천검에는 장법(掌法) 《항룡십팔장(降龍十八掌)》에 대한 기록과 비급 《구음진경(九陰眞經)》이 각각 들어있었다. 이후 3판에서는 양과의 군자검(君子劍)과 소용녀(小龍女)의 숙녀검(淑女劍)을 재로로 만들었다는 설정으로 변경되었으며, 도룡도와 함께  병서(兵書)와 경서(經書)가 위치한 도화도(桃花島)로 가는 지도가 들어있는 것으로 바뀌었다. 그 뒤 양양성(襄陽城)이 함락되던 날 곽정(郭靖)이 아들 곽파로(郭破虜)에게 도룡도를, 딸 곽양(郭襄)에게 의천검을 물려주었으나, 곽파로가 원나라(元) 사람들에게 살해되어 도룡도는 중원(中原)을 떠돌게 되었다.
이후 곽양은 아미파를 창설했으며, 곽양이 입적할 당시 의천검의 비밀을 제자인 풍릉사태(風陵師太)에게 전수하였다. 이후 다시 멸절사태에게 전해졌으며, 멸절사태의 사매(師妹)인 고홍자(孤鴻子)가 명교(明敎)의 양소(楊逍)에게 원한을 사 서로 무예를 겨룰 당시 고홍자에게 의천검을 빌려주었다. 하지만 고홍자는 패배하였고, 결국 고홍자는 수치스럽고 분한 것을 이기지 못해 병으로 사망하였다. 그 뒤 의천검은 관청에서 압류해 조정에 진상했으며, 조정에서는 다시 여양왕(汝陽王) 차칸테무르(察罕帖木兒)에게 이를 하사하였다. 이후 멸절사태가 의천검을 다시 훔쳐왔으나, 여양왕의 딸인 소민군주(紹敏郡主) 조민(趙敏)에게로 다시 소유권이 넘어갔다.
그 뒤 멸절사태는 자신의 제자인 주지약에게  《구음진경》을 찾도록 지시하며, 이후 의천검과 도룡도가 서로 맞부딪쳐 모두 두 동강이 나버린 뒤 두 검이 장무기(張無忌)의 손에 들어가게 되었다. 장무기는 예금기(銳金旗)의 장기사(掌旗使)인 오경초(吳勁草)에게 두 검을 고치게 하였고, 오경초는 도룡도를 고쳐주었으나 의천검은 멸절사태 등이 명교의 많은 인물들을 죽이는 데 사용했다며 수리를 거절해 결국 의천검은 두 동강이 난 채로 남게 되었다.
《의천도룡기》 마지막에는 이런 언급이 있다.
| “ | 이른바 '무림지존(武林至尊)'이란, 보검이 아니라 검에 들어 있는 유서(遺書)이다. 이 병법으로 적과 맞서 싸우면 반드시 이길 수 있고, 공격하면 반드시 성공해, 결국에는 '천하를 호령하니, 감히 따르지 않는 사람이 없다'고 하였다. 하지만 누군가가 일단 손바닥 휘두르듯 권력을 휘둘러 세상의 백성들에게 고통을 준다면, 한 명의 영웅이 한 손에 의천검을 들고 폭군의 목을 베어 백만 군사를 거느리고 천하를 얻게 될 것이다. | ” |

## 같이 보기
- 조조
- 의천도룡기